# Húsar (gmina)
Húsar (far. Húsa kommuna lub Húsar kommuna, duń. Husa kommune) – historyczna gmina na Wyspach Owczych, archipelagu osiemnastu wulkanicznych wysp na Atlantyku, stanowiącego terytorium zależne Danii. Graniczyła z Klaksvík z którą połączyła się 1 stycznia 2017 roku. Siedzibą jej władz był Húsar.
Gmina leżała w południowej części wyspy Kalsoy. Jej powierzchnia wynosiła 16,4 km².
Według danych z 1 stycznia 2014 roku Húsa kommuna zamieszkiwana była przez 48 mieszkańców.

## Historia
Od 1872 roku tereny gminy wchodziły w skład Norðoya Prestagjalds kommuna, która 36 lat później zaczęła rozpadać się na mniejsze jednostki. Wydzieliła się z niej wówczas Kunoyar, Mikladals og Húsa kommuna, z której w 1932 roku powstały: Húsa, Kunoyar oraz Mikladals kommuna. 1 stycznia 2017 roku połączyła się z gminą Klaksvíkar.

## Populacja
Gminę Húsar przed likwidają zamieszkiwało 48 osób. Współczynnik feminizacji społeczeństwa wynosi 60 (na 18 kobiet przypada 30 mężczyzn). Mieszka tam tylko jedna osoba, która przekroczyła siedemdziesiąty rok życia. Największa grupę stanowiły osoby w przedziale wiekowym między dwudziestym pierwszym a trzydziestym rokiem życia (33,33%).
Liczba ludności w gminie od roku 1960 wykazywała tendencję spadkową. Mieszkało tam wówczas 140 osób, jednak liczba ta do roku 1990 zmalała do 50 osób. Przez kolejne dziesięć lat liczba ludności wzrosła do 60 osób, jednak po roku 2000 ponownie zaczęła się zmniejszać. Spowodowane było to głównie negatywnym saldem migracji, które jest efektem dużej izolacji gminy.

## Polityka
Ostatnim burmistrzem gminy był Magni Pauli Garðalíð, wybrany z listy Partii Ludowej. Ostatnie wybory samorządowe na Wyspach Owczych odbyły się w roku 2012. Wybrano w nich trzech radnych Húsa kommuna, a ich wyniki przedstawiały się następująco:
| Lista | Nazwa partii                   | Głosy | Procent | Mandaty | Mandaty |
| ----- | ------------------------------ | ----- | ------- | ------- | ------- |
| A     | Partia Ludowa (Fólkaflokkurin) | 29    | 100     | 3       | +3      |
|       | Suma                           | 37    | 100     | 3       | 0       |

| Lista A        | Lista A               | Lista A        |
| Fólkaflokkurin | Fólkaflokkurin        | Fólkaflokkurin |
| Nr             | Kandydat              | Głosy          |
| -------------- | --------------------- | -------------- |
| 1.             | Sólarn Isaksen        | 9              |
| 2.             | Magni Pauli Garðalíð  | 12             |
| 3.             | Hans Elias Højgaard   | 2              |
| 4.             | Elin Thomasia Syderbø | 1              |
| 5.             | Dora Lassen Joensen   | 5              |
|                | Lista                 | 0              |

Frekwencja wyniosła 74,36% (z 39 uprawnionych zagłosowało 37 osób). Nie oddano głosów błędnie skreślonych, jednak w urnie znalazło się osiem pustych kart. Pogrubieni zostali obecni członkowie rady gminy Húsar.

## Miejscowości wchodzące w skład gminy Húsar
| Miejscowość | Liczba mieszkańców (01.01.2014) | Krótki opis | Zdjęcie                |
| ----------- | ------------------------------- | --- | ---------------------- |
| Blankaskáli | 0                               | Miejscowość powstała w XIX wieku, dziś opuszczona. |                        |
| Húsar       | 42                              | Najstarsza osada nie tylko w gminie, ale także na całej wyspie. Wybudowany tam kościół pochodzi z roku 1920. | Argir od strony Húsar. |
| Syðradalur  | 6                               | Po raz pierwszy zasiedlono to miejsce w XVI wieku, ale opuszczono je z nieznanych przyczyn. Aktualna wioska ma korzenie w 1812 roku, kiedy przybyli tu uciekinierzy z Blankaskáli po osunięciu się ziemi pod ich dawnym miejscem zamieszkania. Nazwa Syðradalur oznacza Południowa Dolina. | Przystań w Syðradalur. |